# Too Many Nights
Too Many Nights est une chanson du producteur américain Metro Boomin et du rappeur américain Future, en collaboration avec le rappeur Don Toliver. Elle figure sur le deuxième album studio de Metro Boomin, Heroes & Villains (2022). La chanson a été écrite par les trois artistes, ainsi que par Honorable C.N.O.T.E. et Allen Ritter, qui l'ont également produite avec Metro Boomin.

## Accueil critique
La chanson a été globalement bien accueillie par les critiques musicaux. Robin Murray du magazine Clash écrit : « Don offre l’un des moments forts du début d’album avec son couplet épique sur 'Too Many Nights', en collaboration avec Future ». Peter A. Berry de Complex décrit le morceau comme « un empilement de mélodies élastiques signées Don Toliver pour un titre qui ressemble un peu à un trip sous acide — l'effet opiacé de sons qui deviennent des expériences à part entière ». Brady Brickner-Wood de Pitchfork ajoute : « Peu d’artistes brillent autant mélodiquement sur une prod de Metro que Don Toliver, qui livre deux des performances vocales les plus captivantes de l’album sur 'Too Many Nights' et 'Around Me' ».

## Classements
| Classement (2022–2023)               | Position maximale |
| ------------------------------------ | ----------------- |
| Australie (ARIA)                     | 55                |
| Canada (Canadian Hot 100)            | 12                |
| Billboard Global 200                 | 23                |
| Grèce (Billboard)                    | 18                |
| Islande (Billboard)                  | 20                |
| Irlande (IRMA)                       | 59                |
| Lettonie (LAIPA)                     | 12                |
| Lituanie (AGATA)                     | 28                |
| MENA (IFPI)                          | 19                |
| Nouvelle-Zélande (Recorded Music NZ) | 27                |
| Portugal (Billboard)                 | 22                |
| Roumanie (Billboard)                 | 21                |
| Afrique du Sud (Billboard)           | 18                |
| Royaume-Uni (UK Singles Chart)       | 68                |
| États-Unis (Billboard Hot 100)       | 22                |
| US Hot R&B/Hip-Hop Songs             | 6                 |

| Classement (2023)                    | Position |
| ------------------------------------ | -------- |
| Canada (Canadian Hot 100)            | 83       |
| Global 200 (Billboard)               | 139      |
| US Hot R&B/Hip-Hop Songs (Billboard) | 40       |